# Zorgvlietmolen
Le moulin Zorgvlietmolen est un moulin à vent situé dans le village de Molenbeersel, section de la commune de Kinrooi, en province du Limbourg (Belgique).
En 1817, les Etats provinciaux du Limbourg accordent l'autorisation à Mathijs (Mathieu) Hoeken van Rotem et au fermier Jan Smeets de construire un moulin à vent. A l'origine, il s'agissait d'un portier (ou porteur) supérieur en bois à seize pans.
Le moulin est construit de 1817 à 1819, en briques. Il a un axe en fonte (métallurgie).
Sa fonction est d'être moulin à grain.
En 1831, après la mort de son mari Mathijs Hoeken ayant construit le moulin à vent, Elizabeth Houben se présentait comme meunière à Molenbeersel, et était propriétaire de la ferme Slichtenhof .
La ceinture a été relevée en 1919 et sur l'ancienne coque, Godfried Truyen-Smeyers a fait remplacer l'ancien porteur supérieur à seize côtés par l'actuel moulin à ceinture en pierre.
Il est monument protégé depuis le 7 décembre 1959, et enregistré comme patrimoine architectural depuis le 1er février 2018 .
L'ancienne entrée a été remplacée en 2019.

## Les propriétaires
- Famille Bertha Truijen-Swillens, gérée par l'association sans but lucratif (ASBL) Molenzorg & Molenmuseum Molenbeersel
- En 2018, le moulin est vendu par l'héritière à Peter et Sonja Deckers. La direction est restée confiée à l'association sans but lucratif (ASBL) Molenzorg & Molenmuseum Molenbeersel.
- Après les travaux de rénovation, le moulin rouvrira en 2020.

## Galerie de photos
51° 10′ 09,88″ N, 5° 44′ 04,87″ E